# Santa Elena (Schiff)
Die Santa Elena war ein 7.400 BRT großes Handelsschiff, das im Ersten Weltkrieg von der Kaiserlichen Marine des Deutschen Reichs zum Flugzeugmutterschiff mit der Bezeichnung F.S. II umgebaut wurde und als solches in der Ostsee eingesetzt wurde.
Das Schiff diente nach dem Weltkrieg bis 1944 als Frachtschiff unter US-amerikanischer, französischer, italienischer und zuletzt wieder deutscher Flagge. Im August 1944 wurde es in Marseille als Blockschiff versenkt.

## Bau, Technische Daten und Friedensjahre
Im Gegensatz zu den sogenannten Express- oder Postdampfern der Cap-Klasse wurden die nach 1900 gelieferten Frachtschiffe für die Hauptlinie als Santa-Klasse bezeichnet, da bei 15 der 16 bis 1914 gelieferten Schiffen der Namen mit Santa begann. Aber wie bei den Cap-Dampfern gab es auch bei den Santa-Dampfern verschiedene Gruppen. Die Schiffe die nur Fracht oder auch Zwischendeckspassagiere befördern konnten, wurde in fünf Gruppen von zwei bis fünf Schiffen geliefert.
Die Santa Elena lief am 16. November 1907 bei Blohm & Voss in Hamburg für die Hamburg-Südamerikanische Dampfschifffahrts-Gesellschaft („Hamburg Süd“) vom Stapel. Mit 7415 BRT war sie das größte der Santa-Klasse und gehörte zur dritten Baugruppe dieser Schiffe. Ein sehr ähnliches Schiff war die in Flensburg gebaute Santa Maria von 7401 BRT. Die Santa Elena war 137,7 m lang und 16,8 m breit und hatte 7,0 m Tiefgang. Die Antriebsanlage bestand aus drei Dampfkesseln und einer Verbunddampfmaschine mit vierfacher Dampfdehnung, die 3000 PS leistete und dem Schiff mit seiner einen Welle eine Höchstgeschwindigkeit von 11 Knoten verlieh. Bis zu 1198 Fahrgäste konnten im Zwischendeck transportiert werden.
Die Jungfernfahrt der Santa Elena begann am 7. Januar 1908 in Antwerpen und führte über Buenos Aires bis nach Bahía Blanca. Fast gleichzeitig führte das Schwesterschiff Santa Maria seine erste Reise ab dem 5. Januar aus Hamburg über Buenos Aires bis nach Rosario durch. Bis zum Ausbruch des Ersten Weltkriegs versah die Santa Elena Fracht- und Passagierdienst zwischen Südamerika und Europa. Im August 1914 befand sich das Schiff in Deutschland.

## Erster Weltkrieg

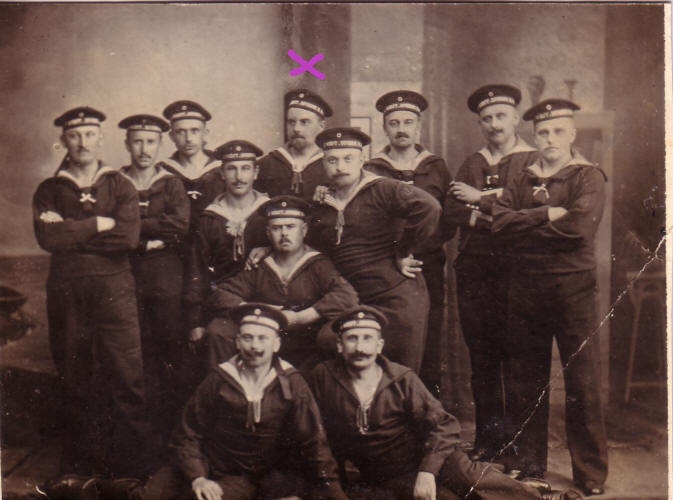
Besatzungsangehörige des Flugzeugmutterschiffs

1914 wurde das Schiff von der Kaiserlichen Marine requiriert und bei der Kaiserlichen Werft Danzig zum Flugzeugmutterschiff umgebaut. Nachdem der ursprüngliche Umbau als nicht zufriedenstellend betrachtet wurde, kam das Schiff zu Blohm & Voss in Hamburg, wo der endgültige Umbau durchgeführt wurde. Die Indienststellung erfolgte am 2. Juli 1915. Das Schiff verdrängte nun 13.900 Tonnen, war mit zwei 8,8-cm-Flugabwehrkanonen bewaffnet und hatte 122 Mann Besatzung. Auf dem Vor- und Achterschiff wurden jeweils ein Hangar für zwei Wasserflugzeuge und ein Ladebaum zum Absetzen und Aufnehmen der Flugzeuge eingebaut. Zwei weitere Flugzeuge konnten notfalls außerhalb der beiden Hangars mitgeführt werden. Die Flugzeuge konnten bis zu höchstens Seegang 4 („mäßig bewegt“) zu Wasser gelassen werden.
Die Santa Elena war das größte der deutschen Flugzeugmutterschiffe im Ersten Weltkrieg und wurde in der Ostsee eingesetzt. Dort nahm es u. a. im Herbst 1917 am Unternehmen Albion teil, der amphibischen Landungsunternehmung zur Besetzung der baltischen Inseln Ösel, Dagö und Moon.

## 1919–1945
Bei Kriegsende war die Santa Elena in einem schwedischen Hafen interniert. Im April 1919 wurde sie nach Großbritannien ausgeliefert. Sie wurde am 26. April 1919 in Brest von der United States Navy unter ihrem alten Namen und mit der Kennung ID 4052 übernommen und bis zur Außerdienststellung am 20. August 1919 in New York als Transporter zur Rückführung amerikanischer Truppen aus Europa genutzt. Bis zum 26. September wieder nach Großbritannien überführt, wurde sie 1920 endgültig nach Frankreich abgegeben, wo sie nach Überholung ab Februar 1922 unter dem neuen Namen Linois von der Reederei Chargeurs Reunis als Frachter unter anderem nach Französisch-Indochina eingesetzt wurde.
1942 wurde das Schiff von Italien bei der vollständigen Besetzung Frankreichs erbeutet und nach entsprechenden Umbauten unter dem Namen Orvieto als Truppentransporter im Mittelmeer eingesetzt.
Im September 1943 wurde es bei der Kapitulation Italiens von der Wehrmacht in Genua beschlagnahmt und dann von der Mittelmeer-Reederei eingesetzt. Im August 1944 wurde das Schiff im Hafen von Marseille als Blockschiff versenkt, als die deutschen Truppen Südfrankreich räumten. Das Wrack wurde 1945 gehoben und verschrottet.
| Schicksal des Schwesterschiffs | Schicksal des Schwesterschiffs                | Schicksal des Schwesterschiffs | Schicksal des Schwesterschiffs | Schicksal des Schwesterschiffs | Schicksal des Schwesterschiffs |
| ------------------------------ | --------------------------------------------- | ------------------------------ | ------------------------------ | ------------------------------ | --- |
| Name                           | Bauwerft                                      | BRT                            | Stapellauf                     | in Dienst                      | weiteres Schicksal |
| Santa Maria                    | Flensburger Schiffbau-Gesellschaft BauNr. 276 | 7401                           | 5.11.1907                      | 22.12.1907                     | nach Kriegsbeginn in Caleta Buena aufgelegt, September 1919 Maschine zerstört, 1920 im Schlepp nach Hamburg, dort instand gesetzt, 6. April 1922 an Großbritannien ausgeliefert, aber in Hamburg verblieben und dort am 22. April als erster Rückkauf wieder von der Hamburg-Süd übernommen, umbenannt in Villagarcia, 1932 zum Abbruch an die Deutschen Werke in Kiel verkauft. |